# فيكتور غوميش
فيكتور غوميش (بالألمانية: Victor Gomes) (و. 1981  م) هو راكب دراجة هوائية إسباني.

## روابط خارجية
- فيكتور غوميش على موقع الاتحاد الدولي للدراجات (الإنجليزية)
- فيكتور غوميش على موقع أرشيف الدراجات (الإنجليزية)
- فيكتور غوميش على موقع إحصائيات الدراجات الإحترافية (الإنجليزية)